# Jeris Lee Poindexter
Jeris Lee Poindexter, mais conhecido como Jeris Poindexter (22 de dezembro de 1950), é um ator, cantor e comediante norte-americano. Seu trabalho mais notável foi como o sem-teto Golpe Baixo (em inglês:  Kill Moves) no seriado Todo Mundo Odeia o Chris. Também teve um papel recorrente na série Martin, como o sr. Booker. 
Poindexter participou de alguns filmes como The Color Purple, Devil in a Blue Dress, Set It Off, Soul Plane, The Wash e Akeelah and the Bee. Ele também fez participações em várias séries, tais como Tales from the Crypt, Seinfeld, The Bernie Mac Show, CSI: NY, CSI: Crime Scene Investigation, Monk, The Middle, Greys Anatomy, American Crime Story e This Is Us.

## Filmografia selecionada
- The Color Purple (1985) - Juke Joint Patron
- Nothing in Common (1986) - Harveyodo
- Martin (TV) (1992–1997) - Sr. Booker (papel recorrente)
- Devil in a Blue Dress (1995) - Alphonso Jenkins
- Panther (1995) - Policial negro
- Caught Up (1998) - Larry
- The Wash (2001) - Sr. Francis
- The Job (2003) - Walt
- Soul Plane (2004) - Pai de Giselle
- The Bernie Mac Show (2004) - Bum
- CSI: NY (2004) - George Albergo
- Everybody Hates Chris (2005–2009) - Edgar "Golpe Baixo" Deveraux (papel recorrente)
- CSI: Crime Scene Investigation (2006) - Vovô Calvin
- Akeelah and the Bee (2006) - Steve
- Monk (2008) - Eddie
- The Middle (2009/2010) - Zelador / Velho no milharal
- Parks and Recreation (2011) - George
- Grey's Anatomy (2013) - Sr. Strickland
- Agents of S.H.I.E.L.D. (2014) - Velho
- The People v. O. J. Simpson: American Crime Story (2016) - Watson Colhoun/Jurado (7 episódios)
- This Is Us (2018) - Sr. Baldwin[1]
- The Neighborhood (2018) - Tommy